# Vercors (Schriftsteller)
Vercors (* 26. Februar 1902 in Paris; † 10. Juni 1991 ebenda; eigentlich Jean Marcel Adolphe Bruller) war ein französischer Schriftsteller, Karikaturist und im Zweiten Weltkrieg Mitglied der Résistance.
International bekannt wurde Vercors durch seine Erzählung Das Schweigen des Meeres (Le silence de la mer), die 1942 in dem von ihm mitgegründeten Untergrundverlag Éditions de Minuit erschien.

## Leben

### Kindheit
Jean Bruller alias Vercors wurde 1902 in Paris geboren. Sein Vater Alois Brüller war ungarischer Herkunft und im Alter von 15 Jahren nach Frankreich ausgewandert, wo er zeitweilig als Verleger französischer Autoren tätig war. Die Mutter stammte aus dem Berry und hatte in ihrer Jugend als Lehrerin gearbeitet. In diesem Elternhaus verlebte Jean Bruller eine glückliche Kindheit. Er empfand große Verehrung für seinen Vater, dessen Lebensgeschichte Jean Bruller 1943 als Vorlage für die Erzählung La marche à l’étoile diente. Seine Gymnasialzeit verbrachte Bruller an der École Alsacienne.

### Zwischen den Kriegen
Die Kriegsführung im Ersten Weltkrieg machte Bruller zum Pazifisten. 1918 begann er ein Studium an der École Bréguet und erwarb ein Diplom als Elektroingenieur. Die Ruhrbesetzung 1923 stärkte Bruller in seiner pazifistischen Einstellung, der im Konflikt zwischen Frankreich und Deutschland vor allem auf die Verständigungspolitik Aristide Briands hoffte.
Nach der Ableistung seines Militärdienstes 1926 wurden einige der frühen Zeichnungen Brullers in der Académie de la Grande Chaumière ausgestellt. Er nahm eine Tätigkeit als Karikaturist und Buchillustrator auf, die er bis zu seiner Einberufung 1939 verfolgte. Schon im Jahr 1926 erschien ein erster Band mit Zeichnungen: 21 recettes pratiques de mort violente. Durch die Veröffentlichung lernte Bruller seinen späteren Verlagspartner, den Schriftsteller und Buchhändler Pierre de Lescure kennen. Des Weiteren illustrierte er das Kinderbuch Patapoufs et Filifers von André Maurois. Auch erste literarische Arbeiten fallen in diese Zeit.
1930 starb Brullers Vater. Dessen Freundschaft mit dem französischen Schriftsteller Jules Romains wurde von ihm fortgeführt. 1934 erschien das Album Nouvelle Clef des songes, 1935 wurde er Mitarbeiter der antifaschistischen Wochenzeitschrift Vendredi, für die auch André Chamson, Jean Guéhenno und Louis Martin-Chauffier schrieben.
1936 erschien das Album Images intimes et rassurantes de la guerre, im Jahr darauf wirkte Bruller bei der Gestaltung eines Freizeitpavillons für die Weltausstellung 1937 in Paris mit.
Zwar sympathisierte Bruller in dieser Zeit mit der französischen Volksfront, schätzte aber deren Möglichkeiten als gering ein, Einfluss auf die wachsenden nationalen und internationalen Spannungen im Vorfeld des Zweiten Weltkriegs nehmen zu können. 1938 reiste Bruller zu einem Kongress des PEN-Clubs nach Prag. Seine Reise führte ihn auch durch Deutschland und ließ bei ihm eine starke Sorge um die künftigen politischen Entwicklungen aufkeimen. Bruller war über das Münchner Abkommen vom 29. September 1938 dermaßen bestürzt, dass er seine pazifistische Überzeugung schließlich aufgab.

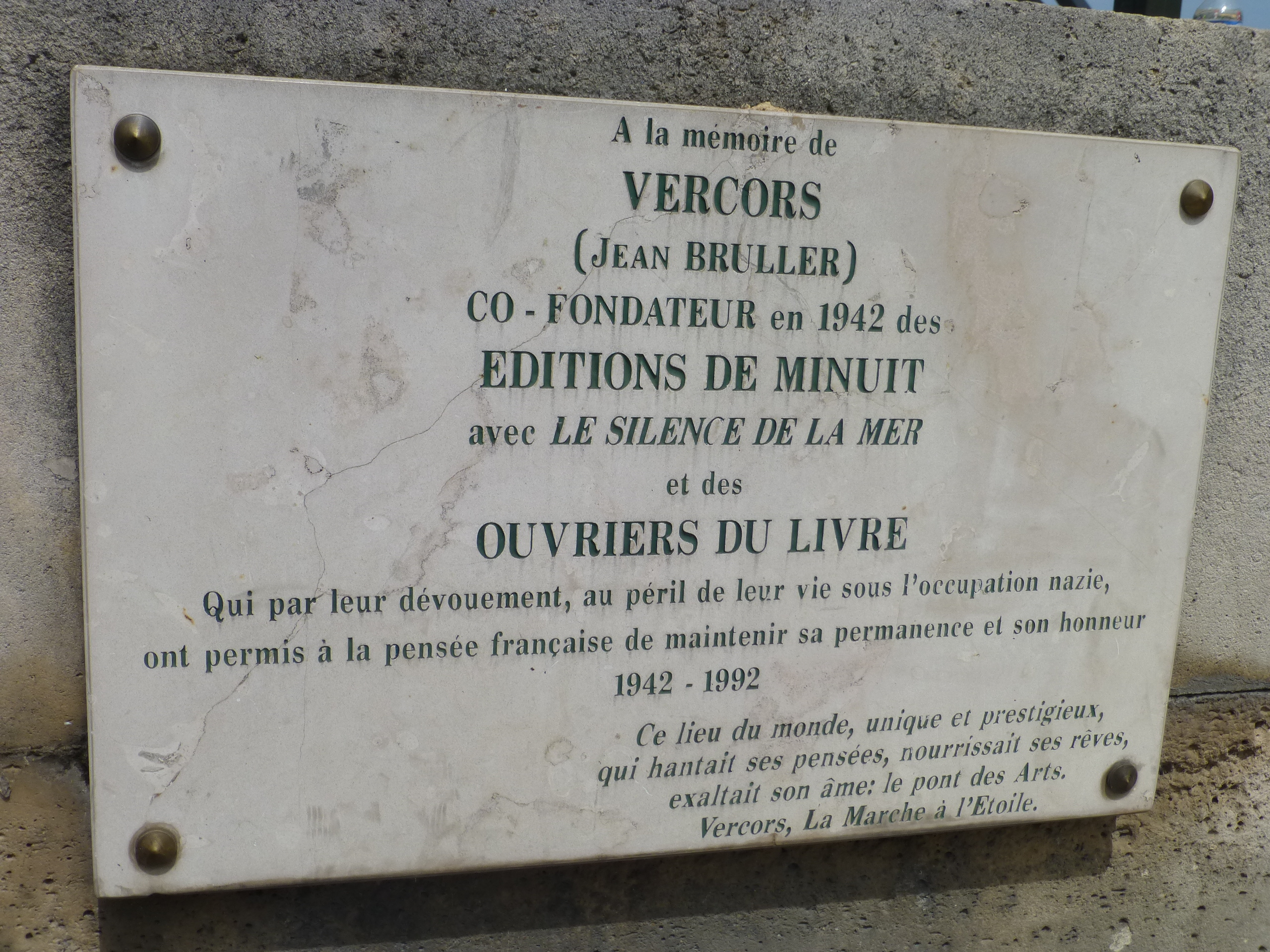
Gedenktafel in Paris

### Zweiter Weltkrieg – Kampf in der Résistance
Nach der deutschen Eroberung Frankreichs 1940 trat Jean Bruller unter dem Pseudonym Vercors in die französische Résistance ein. Diesen Decknamen wählte er aufgrund der Bedeutung des Vercors-Gebirges als Rückzugsort der Résistancekämpfer. Die ersten Jahre des Krieges arbeitete er zurückgezogen als Tischler in einem Dorf bei Paris. Obwohl er ursprünglich literarische Veröffentlichungen während der deutschen Okkupation ablehnte, gründete Vercors 1942 zusammen mit Pierre de Lescure illegal den Résistance-Verlag Éditions de Minuit. Für diesen schrieb er verschiedene Erzählungen und Romane, darunter sein berühmtestes Werk Das Schweigen des Meeres (Le silence de la mer, 1942). Der Untergrundverlag wurde zu einem wichtigen Sprachrohr der französischen Schriftsteller und veröffentlichte u. a. Werke der späteren Nobelpreisträger Claude Simon und Samuel Beckett.

### Nach dem Zweiten Weltkrieg
Nach dem Krieg war Vercors einige Jahre als Präsident des Nationalen Schriftstellerkomitees Comité National des Écrivains (C. N. E.) tätig. Weiterhin war er Mitglied im Weltfriedensrat und vertrat auf Konferenzen und bei Lesungen seine progressive, humanistische Position. Vercors sympathisierte lange mit der Kommunistischen Partei Frankreichs (KPF), sagte sich jedoch nach der Niederschlagung des Volksaufstandes in Ungarn 1956 von seinen politischen Freunden los. 1960 unterzeichnete er, unter anderem mit Jean-Paul Sartre, das Manifest der 121, das sich gegen die französische Kriegsführung im Algerienkrieg wandte.
Vercors starb am 10. Juni 1991 in Paris und fand seine letzte Ruhestätte auf dem Cimetière Montparnasse (Division 42).

## Bibliografie
Vercors’ frühe Werke befassen sich hauptsächlich mit der Zeit der deutschen Besatzung und stärkten Nationalgefühl und Widerstandsgeist der französischen Bevölkerung.

### Romane
- Les animaux dénaturés (1951)
  - Deutsch: Das Geheimnis der Tropis. Übersetzt von Ewald Czapski. Aufbau, Berlin 1958. Auch: Heyne Science Fiction Classics #3483, 1976, ISBN 3-453-30362-8.
- Colères (1956)
  - Deutsch: Auflehnung. Übersetzt von Ewald Czapski. Aufbau, Berlin 1962.
- Quota ou les Pléthoriens (1966, gemeinsam mit Paul Silva-Coronel)
  - Deutsch: Das Verkaufgenie. Übersetzt von Eva Schewe. Volk und Welt, Berlin 1969.
- Le radeau de la Méduse (1969)
  - Deutsch: Das Floß der Medusa. Übersetzt von Eduard Zak. Aufbau, Berlin 1971.
- Sillages (1972)
  - Deutsch: Kielwasser. Übersetzt von Adelheid Witt. Aufbau, Berlin 1977.
- Les cheveaux du temps (1977)
  - Deutsch: Die Pferde der Zeit.

### Erzählungen
- Le silence de la mer (1942)
  - Deutsch: Das Schweigen. Oprecht, Zürich & New York 1945. Auch als: Das Schweigen des Meeres. Übersetzt von Kurt Stern. Prometheus, Lahr 1946. Auch als: Das Schweigen. Übersetzt von Josef Ziwutschka. Rohrer, Innsbruck & Wien 1947. Weitere Ausgaben: Desch, München 1948. Aufbau, Berlin 1948. Reclams Universal-Bibliothek #9060, 1963. Neuübersetzung: Das Schweigen des Meeres. Übersetzt von Karin Krieger. Mit einem Essay von Ludwig Harig und einem Nachwort von Yves Beigbeder. Diogenes-Taschenbuch #23315, 2002, ISBN 3-257-23315-9.
- La marche à l’étoile (1943)
  - Deutsch: Der Stern der Verheißung. In: Waffen der Nacht. 1948.
- Le songe (1943)
  - Deutsch: Der Traum. In: Waffen der Nacht. 1948.
- Les armes de la nuit (1946)
  - Deutsch: Waffen der Nacht. In: Waffen der Nacht. 1949.
- L' Imprimerie de Verdun (1947)
  - Deutsch: Die Druckerei von Verdun. Übersetzt von Ulrich Friedrich Müller. Edition Langewiesche-Brandt #72, Ebenhausen b. München 1964.
- Les yeux et la lumière (1948)
- La puissance du jour (1951)
- Sur ce rivage, I – III (1958–60)
- Clémentine (1959, entnommen aus Sur ce rivage)
- Sylva (1961)
  - Deutsch: Sylva oder wie der Geist über die Füchsin kam. Übersetzt von Herbert Schlüter. Mohn, Gütersloh 1963.
- Sept sentiers du désert (1972)
- Le piège à loup (1979)
  - Deutsch: Die Wolfsfalle. In: Die Wolfsfalle. Übersetzt von Adelheid Witt und Hans B. Wagenseil. Aufbau, Berlin 1981.
- Moi, Aristide Briand (1981, fiktive Autobiografie)

### Sammlungen
- Waffen der Nacht : 3 Erzählungen. Übersetzt von Hans B. Wagenseil und Kurt Stern. Aufbau, Berlin 1949 (enthält: Waffen der Nacht; Der Stern der Verheißung; Der Traum).
- Das Schweigen des Meeres. Übersetzt von Hans B. Wagenseil und Kurt Stern. Aufbau, Berlin 1957 (enthält: Das Schweigen des Meeres; Der Stern der Verheißung; Waffen der Nacht; Der Traum).
- Die Wolfsfalle : 2 Erzählungen. Übersetzt von Adelheid Witt und Hans B. Wagenseil. Aufbau, Berlin & Weimar 1981 (enthält: Die Wolfsfalle; Der Stern der Verheißung).

### Dramen
- Zoo ou l'assassin philanthrope (1964, Theateradaption von Les animaux dénaturés)
  - Deutsch: Zoo oder der menschenfreundliche Mörder : Eine juristische, zoologische und moralische Komödie in 3 Akten. Übersetzt von Lore Kornell und Rita Barisse. Henschel, Berlin 1966.
- Œdipe-Roi (1967)
- Le fer et le velours (Drama 1969)
- Théâtre (2 Bände, 1978)

### Essays
- Souffrance de mon pays (1945)
- Portrait d’une amitié (1946)
- Plus ou moins homme (1948)
- Les pas dans le sable (1954)
- Les divagations d’un français en Chine (1956)
- P. P. C. Pour prendre congé (1957)
  - Deutsch: Um Abschied zu nehmen.
- La bataille du silence (1967)
  - Deutsch: Die Schlacht des Schweigens. In: Sinn und Form 4/1968 (Auszug).
- Questions sur la vie (1973)
- Tendre naufrage (1974)
- Ce que je crois (1975)
  - Deutsch: Was ich glaube.

### Sachliteratur
- Je cuisine comme un chef (1976)
  - Deutsch: Zauber der französischen Küche : Mit einer neuen Methode und 101 Rezepten die "Gastronomie française" erlernen. Bearbeitet von Marion Morawek und Gabriele Götzer. Heimeran, München 1977, ISBN 3-8063-1122-6.
- Ann Boleyn (1985)
  - Deutsch: Anna Boleyn : 40 entscheidende Monate in Englands Geschichte. Bearbeitet von Susanne E. Bally. Katz, Gernsbach 1986, ISBN 3-925825-02-9.

## Verfilmungen
- 1949: Das Schweigen des Meeres – Regie: Jean-Pierre Melville, F Le silence de la mer bei IMDb
- 1970: Abenteuer in Neuguinea (Skullduggery) – Regie: Gordon Douglas, Richard Wilson
- 2004: Das Schweigen des Meeres, TV-Produktion – Regie: Pierre Boutron, Belgien Le silence de la mer bei IMDb